# Johann Palisa
Johann Palisa (n. 6 decembrie 1848, Troppau – d. 2 mai 1925, Viena) a fost un astronom austriac.
A fost un mare descoperitor de asteroizi, descoperind în total 122, de la 136 Austria în 1874 până la 1073 Gellivara în 1923. 
Johann Palisa a fost și autorul a două cataloage care menționează poziția a aproape 4.700 de stele.

## Studii și lucrări
Din 1866 până în 1870 a studiat matematicile și astronomia la Universitatea din Viena și la Observatorul din Geneva. În 1871 a fost numit director al Observatorului naval austro-ungar, situat la Pola (astăzi în Croația). Și-a consacrat primele observații planetelor minore. Diametrul telescopului este de doar 6 țoli, iar condițiile de observație sunt mai bune decât la Viena. În 1874 a găsit primul obiect și l-a numit în onoarea Imperiului, 136 Austria. A descoperit în continuare 27 de alte obiecte la Pola. Din 1880 până în 1919, a fost membru al echipei de astronomie a Observatorului din Viena. Palisa a descoperit aici 94 de alte obiecte, toate prin observații vizuale.

## Moștenirea sa actuală
Unul din asteroizii descoperiți de Palisa în 1911, 719 Albert, a fost pierdut după prima sa observare, din cauza inexactității orbitei sale. Cercetări intensive au fost duse în epocă pentru regăsirea obiectului (Palisa în 1912, și Curtis în 1913) apoi, mai târziu de Christensen și West (1989). Abia în 2000, a fost descoperit cu un telescop de la Universitatea din Arizona, care lucra la proiectul Spacewatch. Acum asteroidul servește pentru o analiză ulterioară a perturbațiilor orbitei lui Jupiter cu Pământul, el are o rezonanță a perioadei neobișnuită 4:17.
Printre asteroizii descoperiți de Johann Palisa, doi au fost vizitați de câte o sondă:
- 253 Mathilde de NEAR Shoemaker în 1997. Sonda a trecut la aproape 1.200 km de asteroid și a efectuat peste 500 de fotografii;

- 243 Ida de Galileo în 1993. Sonda s-a apropiat la aproape 2.390 km de obiect.

Asteroidul 216 Cleopatra / 216 Kleopatra a fost măsurat cu ajutorul antenelor radar. Rezultatele au arătat că asteroidul are o formă alungită care se aseamănă cu un os de câine.
Asteroidul 140 Siwa trebuia să fie vizitat de sonda Rosetta concepută de ESA. Ca urmare a schimbării programului, trecerea pe la 140 Siwa a fost abandonată, iar misiunea sondei este acum întâlnirea cometei 67P/Ciuriumov-Gherasimenko.

## Descoperitor de asteroizi
Printre descoperirile cele mai importante ale lui Johann Palisa figurează asteroizii 153 Hilda, 216 Cleopatra / 216 Kleopatra, 243 Ida, 253 Mathilde, 324 Bamberga, precum și asteroidul Amor 719 Albert.

### Lista asteroizilor descoperiți de Johann Palisa[8]
| Asteroizi descoperiți: 122 | Data descoperirii  |
| -------------------------- | ------------------ |
| 136 Austria                | 18 martie 1874     |
| 137 Meliboea               | 21 aprilie 1874    |
| 140 Siwa                   | 13 octombrie 1874  |
| 142 Polana                 | 28 ianuarie 1875   |
| 143 Adria                  | 23 februarie 1875  |
| 151 Abundantia             | 1 noiembrie 1875   |
| 153 Hilda                  | 2 noiembrie 1875   |
| 155 Scylla                 | 8 noiembrie 1875   |
| 156 Xanthippe              | 22 noiembrie 1875  |
| 178 Belisana               | 6 noiembrie 1877   |
| 182 Elsa                   | 7 februarie 1878   |
| 183 Istria                 | 8 februarie 1878   |
| 184 Dejopeja               | 28 februarie 1878  |
| 192 Nausikaa               | 17 februarie 1879  |
| 195 Eurykleia              | 19 aprilie 1879    |
| 197 Arete                  | 21 mai 1879        |
| 201 Penelope               | 7 august 1879      |
| 204 Kallisto               | 8 octombrie 1879   |
| 205 Martha                 | 13 octombrie 1879  |
| 207 Hedda                  | 17 octombrie 1879  |
| 208 Lacrimosa              | 21 octombrie 1879  |
| 210 Isabella               | 12 noiembrie 1879  |
| 211 Isolda                 | 10 decembrie 1879  |
| 212 Medea                  | 6 februarie 1880   |
| 214 Aschera                | 29 februarie 1880  |
| 216 Kleopatra              | 10 aprilie 1880    |
| 218 Bianca                 | 4 septembrie 1880  |
| 219 Thusnelda              | 30 septembrie 1880 |
| 220 Stephania              | 19 mai 1881        |
| 221 Eos                    | 18 ianuarie 1882   |
| 222 Lucia                  | 9 februarie 1882   |
| 223 Rosa                   | 9 martie 1882      |
| 224 Oceana                 | 30 martie 1882     |
| 225 Henrietta              | 19 aprilie 1882    |
| 226 Weringia               | 19 iulie 1882      |
| 228 Agathe                 | 19 august 1882     |
| 229 Adelinda               | 22 august 1882     |
| 231 Vindobona              | 10 septembrie 1882 |
| 232 Russia                 | 31 ianuarie 1883   |
| 235 Carolina               | 28 noiembrie 1883  |
| 236 Honoria                | 26 aprilie 1884    |
| 237 Coelestina             | 27 iunie 1884      |
| 239 Adrastea               | 18 august 1884     |
| 242 Kriemhild              | 22 septembrie 1884 |
| 243 Ida                    | 29 septembrie 1884 |
| 244 Sita                   | 14 octombrie 1884  |
| 248 Lameia                 | 5 iunie 1885       |
| 250 Bettina                | 3 septembrie 1885  |
| 251 Sophia                 | 4 octombrie 1885   |
| 253 Mathilde               | 12 noiembrie 1885  |
| 254 Augusta                | 31 martie 1886     |
| 255 Oppavia                | 31 martie 1886     |
| 256 Walpurga               | 3 aprilie 1886     |
| 257 Silesia                | 5 aprilie 1886     |
| 260 Huberta                | 3 octombrie 1886   |
| 262 Valda                  | 3 noiembrie 1886   |
| 263 Dresda                 | 3 noiembrie 1886   |
| 265 Anna                   | 25 februarie 1887  |
| 266 Aline                  | 17 mai 1887        |
| 269 Justitia               | 21 septembrie 1887 |
| 273 Atropos                | 8 martie 1888      |
| 274 Philagoria             | 3 aprilie 1888     |
| 275 Sapientia              | 15 aprilie 1888    |
| 276 Adelheid               | 17 aprilie 1888    |
| 278 Paulina                | 16 mai 1888        |
| 279 Thule                  | 25 octombrie 1888  |
| 280 Philia                 | 29 octombrie 1888  |
| 281 Lucretia               | 31 octombrie 1888  |
| 286 Iclea                  | 3 august 1889      |
| 290 Bruna                  | 20 martie 1890     |
| 291 Alice                  | 25 aprilie 1890    |
| 292 Ludovica               | 25 aprilie 1890    |
| 295 Theresia               | 17 august 1890     |
| 299 Thora                  | 6 octombrie 1890   |
| 301 Bavaria                | 16 noiembrie 1890  |
| 304 Olga                   | 14 februarie 1891  |
| 309 Fraternitas            | 6 aprilie 1891     |
| 313 Chaldaea               | 30 august 1891     |
| 315 Constantia             | 4 septembrie 1891  |
| 320 Katharina              | 11 octombrie 1891  |
| 321 Florentina             | 15 octombrie 1891  |
| 324 Bamberga               | 25 februarie 1892  |
| 326 Tamara                 | 19 martie 1892     |
| 569 Misa                   | 27 iulie 1905      |
| 583 Klotilde               | 31 decembrie 1905  |
| 652 Jubilatrix             | 4 noiembrie 1907   |
| 671 Carnegia               | 21 septembrie 1908 |
| 687 Tinette                | 16 august 1909     |
| 688 Melanie                | 25 august 1909     |
| 689 Zita                   | 12 septembrie 1909 |
| 703 Noëmi                  | 3 octombrie 1910   |
| 710 Gertrud                | 28 februarie 1911  |
| 711 Marmulla               | 1 martie 1911      |
| 716 Berkeley               | 30 iulie 1911      |
| 718 Erida                  | 29 septembrie 1911 |
| 719 Albert                 | 3 octombrie 1911   |
| 722 Frieda                 | 18 octombrie 1911  |
| 723 Hammonia               | 21 octombrie 1911  |
| 724 Hapag                  | 21 octombrie 1911  |
| 725 Amanda                 | 21 octombrie 1911  |
| 728 Leonisis               | 16 februarie 1912  |
| 730 Athanasia              | 10 aprilie 1912    |
| 734 Benda                  | 11 octombrie 1912  |
| 750 Oskar                  | 28 aprilie 1913    |
| 782 Montefiore             | 18 martie 1914     |
| 783 Nora                   | 18 martie 1914     |
| 794 Irenaea                | 27 august 1914     |
| 795 Fini                   | 26 septembrie 1914 |
| 803 Picka                  | 21 martie 1915     |
| 827 Wolfiana               | 29 august 1916     |
| 828 Lindemannia            | 29 august 1916     |
| 867 Kovacia                | 25 februarie 1917  |
| 876 Scott                  | 20 iunie 1917      |
| 902 Probitas               | 3 septembrie 1918  |
| 903 Nealley                | 13 septembrie 1918 |
| 932 Hooveria               | 23 martie 1920     |
| 941 Murray                 | 10 octombrie 1920  |
| 964 Subamara               | 27 octombrie 1921  |
| 975 Perseverantia          | 27 martie 1922     |
| 996 Hilaritas              | 21 martie 1923     |
| 1073 Gellivara             | 14 septembrie 1923 |
| 14309 Defoy                | 22 septembrie 1908 |

## Recompense și onoruri
- Palisa a primit pentru munca sa Marele Premiu al Academiei din Paris (în franceză Grand Prix de l'Académie de Paris, 1876).
- Asteroidul 914 Palisana, descoperit de Max Wolf în 1919, a fost numit astfel în onoarea sa. Craterul Palisa este numele unui crater lunar numit și el în memoria sa.[8]